# Блинков Вадим Юрійович
Вади́м Ю́рійович Блинко́в (* 1987) — підполковник Збройних сил України, учасник російсько-української війни.

## З життєпису
Випускник 2010 року Академії сухопутних військ імені гетьмана Петра Сагайдачного, «бойове застосування та управління діями підрозділів наземної артилерії».
У часі війни — у складі 79-ї аеромобільної бригади.
Брав участь у боях за Красний Лиман, Зеленопілля, Дякове, Новоселівку-2, Мар'їнку, Широкине.

## Нагороди
За особисту мужність і високий професіоналізм, виявлені у захисті державного суверенітету та територіальної цілісності України, вірність військовій присязі, відзначений — нагороджений
- орденом Богдана Хмельницького III ступеня (3.7.2015)